# Carlo Conti (prezenter)
Carlo Natale Marino Conti (ur. 13 marca 1961 we Florencji) – włoski prezenter telewizyjny.

## Życiorys
Zadebiutował w 1985 prowadząc wówczas program muzyczny Discoring, emitowany na kanale Rai 1. W latach 1991–1993 prowadził dwie edycje dziecięcego programu Big!. W 2005 prowadził konkurs piękności Miss Włoch. Prowadził pierwszą i czwartą edycję włoskiego talent show Tale e quale show. W 2015 był dyrygentem podczas Festiwalu Piosenki Włoskiej w San Remo, a w 2016 i 2017 również dyrektorem artystycznym i prowadzącym festiwalu.
W 2025 ponownie był prowadzącym oraz dyrektorem artystycznym Festiwalu Piosenki Włoskiej w San Remo.